# King & Prince ARENA TOUR 2022 〜Made in〜
『King & Prince ARENA TOUR 2022 〜Made in〜』（キング アンド プリンス アリーナ ツアー 2022 メイド イン）は、日本の男性アイドルグループKing & Princeの全国アリーナツアーである。2022年7月30日のエコパアリーナよりスタートし、同年10月16日のマリンメッセ福岡A館での公演をもって幕を閉じる予定であったが、8月6日13時より北海道総合体育センター(北海きたえーる)で行われた公演中にステージ上の機材が発火し8月6日の公演は中止となった。同日18時公演の振替公演を10月20日に真駒内セキスイハイムアイスアリーナで行った。

## 日程
公演日時・会場
- 7月30日・7月31日 - エコパアリーナ
  - 第1部 13:00 - / 第2部 18:00 -
- 8月6日・8月7日 - 北海道総合体育センター(北海きたえーる)
  - 第1部 13:00 - / 第2部 18:00 -　　※8月6日公演は中止

- 8月19日・8月20日・8月21日 - 大阪城ホール
  - 第1部 13:00 - / 第2部 18:00 -
- 9月16日・9月17日・9月18日・9月19日 - 横浜アリーナ
  - 第1部 12:30 - / 第2部 17:30 -

- 10月1日・10月2日 - セキスイハイムスーパーアリーナ
  - 第1部 12:30 - / 第2部 17:30 -
- 10月6日・10月7日・10月8日 - 日本ガイシ スポーツプラザ ガイシホール
  - 第1部 13:00 - / 第2部 18:00 -

- 10月15日・10月16日 - マリンメッセ福岡A館
  - 第1部 13:00 - / 第2部 18:00 -
- 10月20日 - 真駒内セキスイハイムアイスアリーナ
  - 第1部 17:00 - 　※8月6日18時公演の振替